# المنتقمون (عالم مارفل السينمائي)
المنتقمون هو فريق من الأبطال الخارقين وأبطال سلسلة عالم مارفل السينمائي (MCU) الإعلامي ، استنادًا إلى الفريق الذي يحمل نفس الاسم من مارفل كومكس الذي أنشأه ستان لي وجاك كيربي في عام 1963. تم تأسيس الفريق على يد مدير شيلد نيك فيوري ، وهو منظمة مقرها الولايات المتحدة تتكون في المقام الأول من أفراد ذوي قدرات خارقة وموهوبين ، يوصفون بأنهم "أبطال الأرض الأقوى"، والذين ملتزمون بحماية العالم من مجموعة متنوعة من التهديدات.
تم تصوير المنتقمون وهم يعملون في ولاية نيويورك : في الأصل من برج المنتقمون في وسط مانهاتن وبعد ذلك في مجمع المنتقمون في شمال ولاية نيويورك . تم ترتيبها كمجموعة من الشخصيات الأساسية في الـMCU والتي كانت تتكون في الأصل من توني ستارك / الرجل الحديدي ، ستيف روجرز / كابتن أمريكا ، ثور أودينسون ، بروس بانر / هالك ، ناتاشا رومانوف / الأرملة السوداء ، وكلينت بارتون / هوك آي ، ثم توسعت لاحقًا لتشمل 17 عضوًا إجماليًا.
تعتبر هذه الأفلام جزءًا مهمًا من السلسلة، وهي محورية في أول 23 فيلمًا من سلسلة عالم مارفل السينمائي، والتي تُعرف مجتمعة باسم ملحمة اللانهاية . تم تصوير فرق المنتقمون من أكوان بديلة في خصائص MCU اللاحقة عبر ملحمة الأكوان المتعددة ، بما في ذلك الظهور في المسلسل المتحرك ديزني+ ماذا لو...؟ (2021–2024) ودكتور سترينج في جنون الكون المتعدد (2022). من المقرر أن يعود تجسيد جديد للمنتقمون في المنتقمون: يوم القيامة (2026) و المنتقمون: الحروب السرية (2027). سيكون كلا الفيلمين جزءًا من المرحلة السادسة من عالم مارفل السينمائي، والتي تختتم ملحمة الأكوان المتعددة.
بعد تأسيس استوديوهات مارفل باعتبارها استوديو أفلام مستقل على يد آفي أراد ، رئيس قسم الأفلام في مارفل، تصور المنتج كيفن فيج إنشاء عالم سينمائي مشترك لتقديم المنتقمون، على غرار الكتب المصورة لستان لي وجاك كيربي في الستينيات. بمجرد أن أصبح فيج رئيسًا للاستوديو في عام 2007 وشكل فريقه الإبداعي، تضمنت استراتيجيته إنشاء أفلام فردية لكل شخصية رئيسية في المرحلة الأولى ، بدءًا من آيرون مان (2008) وانتهاءً بـ المنتقمون (2012). تم اختيار الأعضاء الستة الأصليين من عام 2006 إلى عام 2010، بدءًا من روبرت داوني جونيور في دور الرجل الحديدي وانتهاءً بمارك روفالو الذي حل محل إدوارد نورتون في دور هالك بحلول عام 2010. قدمت أقساط MCU المتتالية أعضاءً جددًا، مع ممثلين من أفلام MCU الأخرى يعيدون تمثيل أدوارهم. بعد النجاح المالي والنقدي الذي حققه فيلم المنتقمون ، تم تطوير تكملة له، المنتقمون: عصر ألترون (2015)، مع انضمام آرون تايلور جونسون وإليزابيث أولسن بدور بييترو وواندا ماكسيموف ، على التوالي. تأثر فيلم كابتن أمريكا: الحرب الأهلية (2016) بقصة القصص المصورة " الحرب الأهلية "، حيث يصور تفكك المنتقمون ويقدم توم هولاند في دور بيتر باركر / سبايدر مان . اختتم فيلم المنتقمون: الحرب اللانهائية (2018) و المنتقمون: نهاية اللعبة (2019) سلسلة ملحمة اللانهاية وصورا تفككها. يصور فيلم كابتن أمريكا: عالم جديد شجاع (2025) الفريق وهو يستأنف نشاطه تحت قيادة سام ويلسون / كابتن أمريكا الذي يلعب دوره أنتوني ماكي ، بينما يرى فيلم ثاندربولتس* (2025) أعضاء فريق الصواعق وهم يشكلون فصيلًا منفصلًا يُطلق عليه اسم "المنتقمون الجدد".
تُعد أفلام المنتقمون الأربعة حاليًا ثالث أعلى سلسلة للأبطال الخارقين من حيث الإيرادات وسادس أعلى سلسلة سينمائية من حيث الإيرادات على الإطلاق، حيث بلغ إجمالي إيراداتها أكثر من 7٫7 دولار أمريكي مليار. وقد تلقى فريق المنتقمون الثناء كمجموعة من النقاد، وخاصة لديناميكيتهم معًا، حيث تلقى فيلم نهاية لعبة الثناء من النقاد باعتباره خاتمة لتلك النسخة من الفريق. وبسبب نجاح طرحهم، قررت استوديوهات أفلام أخرى إنشاء عوالم الأبطال الخارقين المشتركة الخاصة بها، ولا سيما دي سي إنترتينمنت و وارنر برذرز بيكتشرز ، التي أعلنت عن خطط لإصدار فيلم لـ فرقة العدالة . تم افتتاح حرم المنتقمون ، وهي سلسلة من مناطق الجذب في العديد من منتزهات ديزني ، في يونيو 2021 في مغامرات ديزني كاليفورنيا ، بينما ظهرت تجربة تناول الطعام العائلية الغامرة المسماة "المنتقمون: لقاء الكم" لأول مرة في مطعم عوالم مارفل في سفينة ديزني ويش السياحية في يوليو 2022.

## سيرة الفريق الخيالية
تدور أحداث قصة المنتقمون في الـMCU في عالم الأرض-616 .
تتضمن السيرة الذاتية الخيالية أدناه الأحداث التي حدثت للفريق من أكثر من خط زمني لـ الأرض-616، بالإضافة إلى الأحداث التي وقعت في أكوان بديلة.

### مبادرة المنتقمون
في عام 1995، أنشأ مدير شيلد نيك فيوري مبادرة المنتقمون ، متخيلًا إياها كمجموعة من الأبطال الذين يعملون على الاستجابة للتهديدات الكوكبية، بعد ظهور كارول دانفرز وتسميتها على اسم نداء القوات الجوية الأمريكية ، "المنتقم". بعد سنوات، قام فيوري بتقييم العديد من الأفراد بسبب ذلك، بما في ذلك توني ستارك  وستيف روجرز .  تم رفض عضوية ستارك بعد تقرير سلبي من عميلة شيلد ناتاشا رومانوف . أراد مجلس الأمن العالمي انضمام إميل بلونسكي ، لكنه رفض ذلك بعد أن ردع ستارك ثاديوس روس عن الفكرة، وقام بتعيين بروس بانر بدلاً منه. 

### الاجتماع الأول

يتجمع مؤسسو المنتقمون في ما يعتبر إحدى اللحظات المحورية في عالم عالم مارفل السينمائي. (من إلى : سكارليت جوهانسون بدور ناتاشا رومانوف / الأرملة السوداء ، كريس هيمسورث بدور ثور ، كريس إيفانز بدور ستيف روجرز / كابتن أمريكا ، جيريمي رينر بدور كلينت بارتون / هوك آي ، روبرت داوني جونيور بدور توني ستارك / الرجل الحديدي ، ومارك روفالو بدور بروس بانر / هالك).

في عام 2012، ينتقل لوكي الآسغاردي إلى منشأة مهمة الطاقة المظلمة المشتركة على الأرض، حيث يسرق التيسيراكت ويغسل دماغ كلينت بارتون والدكتور إريك سيلفيج باستخدام صولجانه . وبعد ذلك، يقوم فيوري بتجنيد ستارك وبانر لتحديد موقع التيسيراكت. يتمكن روجرز ورومانوف وستارك من القبض على لوكي، ولكن وصول ثور يزعجهم. ويؤدي هذا إلى مواجهات بين المجموعة، تتفاقم بسبب الكشف عن أن شيلد تستخدم التيسيراكت لإنشاء أسلحة الدمار الشامل . يهاجم بارتون حاملة الطائرات ، مما يتسبب في تحول بانر إلى هالك وإحداث الضرر. بعد أن يقتل لوكي عميل شيلد فيل كولسون ، يتحد الفريق للانتقام له، حيث يحرر رومانوف بارتون من سيطرة الصولجان. بعد ذلك يقوم روجرز بتجنيد بارتون للفريق كعضو جديد. يواجه المنتقمون لوكي، الذي يفتح ثقبًا دوديًا باستخدام تيسيراكت ويبدأ غزوًا بجيشه شيتوري ، مما يؤدي إلى بدء معركة.  يقدم ستارك الفريق إلى لوكي من خلال الإشارة إليهم باعتبارهم "أبطال الأرض الأقوى".  في النهاية، أطلق مجلس الأمن العالمي صاروخًا نوويًا باتجاه مانهاتن، لكن ستارك اعترضه وأطلقه عبر ثقب الدودة، مما أدى إلى تدمير السفينة الأم شيتوري ووقف الغزو. يغلق رومانوف البوابة بالصولجان ويقبض الفريق على لوكي، الذي يتم نقله مرة أخرى إلى أسكارد. 

### قتال هيدرا وألترون

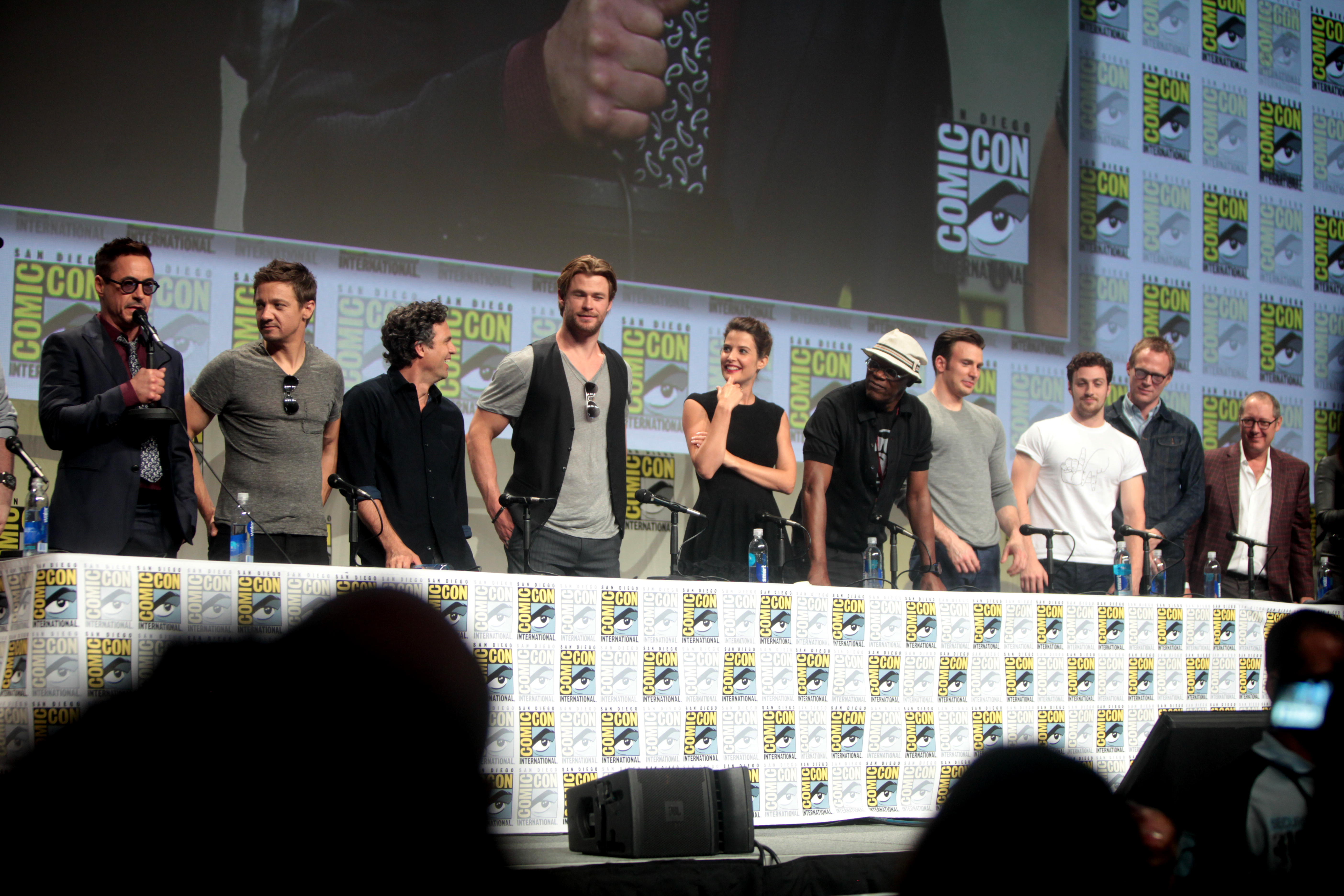
طاقم عمل فيلم المنتقمون: عصر ألترون في معرض سان دييغو كومك كون لعام 2014

بعد مرور ثلاث سنوات على معركة نيويورك، تستخدم الهيدرا صولجان لوكي بعد تسللهم إلى شيلد ويحدد المنتقمون مكانه في سوكوفيا ، حيث يستعيدونه ويواجهون توأمين خارقين من اختبار الهيدرا، واندا وبييترو ماكسيموف . يُصاب بارتون بجروح ويأسر روجرز زعيم الهيدرا ولفجانج فون ستروكر بينما يستعيد ستارك الصولجان، على الرغم من تعرضه للهلوسة بسبب قدرة واندا على التخاطر. يقرر ستارك وبانر بشكل منفرد استخدام الصولجان لإنشاء برنامج ألترون ، وهي قوة حفظ سلام تعتمد على الذكاء الاصطناعي . ومع ذلك، قرر ألترون القضاء على البشرية.
في أفريقيا، يقاتل المنتقمون ألترون، الذي تحالف الآن مع ماكسيموف. تسبب واندا هلوسات حركية عن بعد، مما يؤدي إلى تحول بانر إلى هالك قبل أن يوقفها بارتون، بينما يوقف ستارك هياج هالك باستخدام درع هالك باستر الخاص به. بعد اجتماعهم في مزرعة بارتون، يستعيد روجرز وبارتون ورومانوف جسمًا جديدًا من الفيبرانيوم صنعه ألترون. يستخدمه ستارك وبانر لإنشاء فيجن ، وهو كائن واعٍ وخير مدعوم من برنامج جارفيس الخاص بعائلة ستارك، وميولنير ، وحجر العقل . يحاول ألترون استخدام سوكوفيا كنيزك للتسبب في حدث انقراض . يهزم المنتقمون، بمساعدة جيمس رودس وأفراد ماكسيموف، حراس ألترون ويخلون المدنيين. يضحي بييترو بنفسه لإنقاذ بارتون، بينما يقوم ستارك وثور بتدمير سوكوفيا، ويقوم فيجن بالقضاء على ألترون بالكامل لتجنب الحدث. في أعقاب ذلك، يتقاعد ستارك وبارتون، ويختفي بانر، ويقرر ثور العثور على أحجار اللانهاية، بينما ينضم رودس، وسام ويلسون ، وواندا، وفيجن إلى الفريق. ينقل المنتقمون مقرهم الرئيسي إلى مجمع المنتقمون في شمال ولاية نيويورك.

### الحرب الأهلية

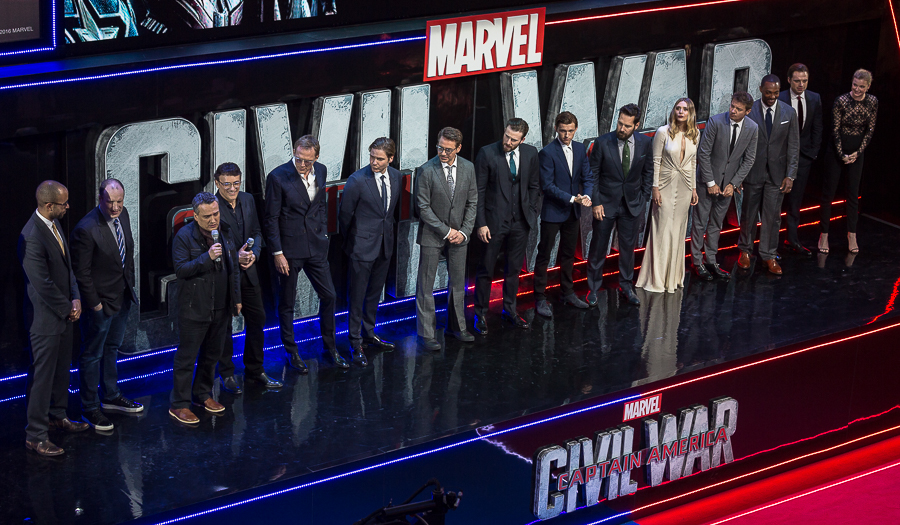
طاقم عمل فيلم كابتن أمريكا: الحرب الأهلية ، ينضم إليه كيفن فيج ، والمخرجان الأخوان روسو ، والمنتج نيت مور في العرض الأول في لندن

بعد أشهر من معركة سوكوفيا، أصبح منشأة المنتقمون الجديدة هدفًا لعملية سطو، مع مناوشة بين ويلسون وسكوت لانغ . في عام 2016، دافع روجرز، ورومانوف، وماكسيموف، وويلسون عن مختبر أبحاث في لاغوس من بروك روملو . لقد نجحوا في إيقاف روملو وطاقمه من المرتزقة، لكن استخدام ماكسيموف للقدرة على التحريك الذهني لمحاولة إنقاذ المدنيين أدى إلى مقتل دبلوماسيين واكاندا . وهكذا، قدم وزير خارجية الولايات المتحدة ثاديوس روس اتفاقيات سوكوفيا ، وهي تشريعات الأمم المتحدة التي تهدف إلى تنظيم أنشطة البشر الخارقين. انقسم المنتقمون: ستارك، ورودس، وفيجن، ورومانوف يؤيدون ذلك، بينما اعترض روجرز وويلسون بسبب المخاوف من الاستبداد . 
بعد اتهام باكي بارنز بقتل الملك واكاندا تي شاكا ، يحميه روجرز وويلسون من مذكرة اعتقال، مما يتسبب في صدامهم مع ستارك، ورودس، ورومانوف، وتي شالا ، ابن تي شاكا الذي قُتل في لاجوس. بعد احتجاز بارنز، يقوم هيلموت زيمو بتنشيط شخصية الجندي الشتوي الخاصة ببارنز باستخدام كتاب الجندي الشتوي ، على الرغم من أن بارنز يتعافى لاحقًا ويكشف عن اهتمام زيمو ببرنامج الجندي الشتوي . لمساعدتهم، قام ويلسون وروجرز بتجنيد لانغ وبارتون، ثم أخرجا ماكسيموف من الحجز في مجمع المنتقمون. يلتقي المنتقمون المنقسمون ويقاتلون في مطار لايبزيغ هاله ؛ ويصطدم روجرز، وويلسون، وبارتون، وماكسيموف، وبارنز، ولانج مع ستارك، ورودس، ورومانوف، وفيجن، وتيشالا، والمجند الجديد بيتر باركر .
يتمكن روجرز وبارنز من الهروب بمساعدة رومانوف، ويسافران إلى منشأة هيدرا السيبيرية لمنع زيمو من إعادة تنشيط برنامج الجندي الشتوي. تم سجن زملائهم في الطوافة وأصيبت ساقا رودس بالشلل بعد أن ضربتها انفجارات فيجن عن طريق الخطأ. ينضم ستارك إلى روجرز وبارنز بعد إدراكه لبراءة بارنز، لكنه يقاتلهم بعد أن يكشف زيمو عن اغتيال بارنز لوالدي ستارك . في القتال، قام روجرز بتعطيل درع ستارك وتم تدمير ذراع بارنز السيبرانية . ثم يتخلى روجرز عن درعه . في هذه الأثناء، ألقى تي تشالا القبض على زيمو، وأدرك أنه قاتل تي تشاكا.  يحرر روجرز لاحقًا زملائه في الفريق من الطوافة، ويصبحون هاربين.  يتفق بارتون ولانغ على البقاء تحت الإقامة الجبرية ليكونوا مع عائلاتهم. على الرغم من تقليص عددهم رسميًا إلى ستارك، وفيجن، ورودس فقط، فإن المنتقمون يواصلون العمل. يعرض ستارك توظيف باركر بعد هزيمته لأدريان تومز . ومع ذلك، رفض باركر، واختار البقاء في دور سبايدرمان، لكنه وعد بمساعدة المنتقمون إذا لزم الأمر. في عام 2018، يسافر ويد ويلسون / ديدبول من عالمه، الأرض-10005 ، إلى الأرض-616 / " الخط الزمني المقدس " على أمل الانضمام إلى المنتقمون وإعطاء حياته معنى إضافيًا. يتم إجراء مقابلة معه من قبل هابي هوغان ، الذي يرفضه، ويعود إلى عالمه الخاص.

### الومضة
في عام 2018، دخل المنتقمون في صراع مع ثانوس وأطفاله ، الذين يسعون للحصول على أحجار اللانهاية الستة لمحو نصف حياة الكون. يقوم ثانوس باختطاف سفينة فضاء تحتوي على لاجئين أسغارديين، مما يؤدي إلى مقتل لوكي وإخضاع ثور.    يهزم ثانوس هالك، الذي يتم نقله إلى الأرض بواسطة هايمدال لإبلاغ ستيفن سترينج ، حارس حجر الزمن ، بوصول ثانوس. بانر وسترينج ووونغ ، برفقة ستارك وباركر، يواجهون اثنين من أبنائه في قرية غرينتش. مع عدم قدرة بانر على التحول للمساعدة في القتال، تم القبض على سترينج ونقله إلى سفينتهم الفضائية، بينما حذر بانر روجرز من نية ثانوس الحصول على حجر العقل الخاص بفيجن.  يلاحق ستارك وباركر سترينج ويصعدان إلى السفينة الفضائية، حيث يقوم ستارك بتعيين باركر رسميًا كمنتقم. يذهبون إلى تيتان لمواجهة ثانوس، ويتحالفون مع حراس المجرة على طول الطريق. تمكن الفريقان من كبح جماح ثانوس مؤقتًا في معركة لاحقة لإخراج قفاز اللانهاية الخاص به، والذي أصبح الآن مزودًا بأربعة أحجار. لكن بيتر كويل يضرب ثانوس بعد أن علم أنه قتل غامورا ، مما يحرر ثانوس ويسمح له بتعطيل المجموعة. مع استعداد ثانوس لقتل ستارك، يسلم سترينج حجر الزمن لإنقاذ حياته. 
في هذه الأثناء، ماكسيموف وفيجن، اللذان أصبحا الآن في علاقة ويختبئان في إدنبرة ، يتعرضان لكمين من قبل اثنين آخرين من أبناء ثانوس، مما أدى إلى إصابة فيجن. يصل روجرز ورومانوف وويلسون ويساعدون. عند عودتهم إلى مجمع المنتقمون، التقوا برودس وبانر لمناقشة ثانوس. يقترح فيجن أن يتم تدميره لمنع ثانوس من الحصول على حجر العقل، لكن ماكسيموف يرفض ويسافر الفريق إلى واكاندا، حيث تبدأ شوري عملية لإزالة الحجر بأمان. يساعد جيش واكاندا وحلفاؤه وبارنز المنتقمون في صد غزو أطفال ثانوس. يصل ثور إلى ساحة المعركة برفقة روكيت وغروت عبر بيفروست بعد أن صنع فأسه الجديد ستورم بريكر على نيدافيلير . يتم نصب كمين لشوري، مما يوقف العملية، لكن المنتقمون يقتلون أطفال ثانوس في النهاية. عندما يصل ثانوس، يقوم المنتقمون بتأخيره بينما يقوم ماكسيموف بقتل فيجن لتدمير حجر العقل. تنجح ماكسيموف، لكن ثانوس يستخدم حجر الزمن للتراجع عن أفعالها واستعادة الحجر، مما يؤدي إلى مقتل فيجن مرة أخرى. باستخدام القفاز الكامل، يبدأ ثانوس عملية الومضة . تم إبعاد ويلسون، بارنز، ماكسيموف، سترينج، باركر، تشالا، غروت، كويل، دراكس ، ومانتس ، مما ترك ستارك ونيبيولا عالقين على تيتان بينما هرب ثانوس. يصاب فيوري وماريا هيل بالذهول أثناء محاولتهما العثور على المنتقمون، لكن فيوري يتمكن من الاتصال بدانفرز. كما تعرضت عائلة بارتون للتشويه، مما جعله يتحول إلى رونين المنتقم والمجرم القاتل.  يعلق لانغ في عالم الكم أثناء حصاد الطاقة، بينما يتعرض هانك بيم ، وهوب ، وجانيت فان داين للتشويش قبل استخراجه.

### عكس النبضة

المنتقمون، بقيادة كريس إيفانز في دور كابتن أمريكا، يتجمعون في المعركة في مجمع المنتقمون. تم الإشادة بتسلسل المعركة من قبل /فيلم باعتباره تحسنًا عن فيلم المنتقمون: الحرب اللانهائية ، في حين تم استقبال مشاهد من التسلسل بشكل إيجابي من قبل الجماهير السينمائية.

بعد ثلاثة أسابيع، يجتمع المنتقمون مرة أخرى بعد أن تم إنقاذ ستارك ونيبيولا على يد دانفرز. يجد المنتقمون مكان ثانوس، حيث يهاجمه روجرز، ورومانوف، وبانر، وثور، ودانفرز، ورودس، وروكيت، ونيبيولا. يكشف ثانوس أنه دمر الأحجار، مما دفع ثور إلى قطع رأسه. 
بحلول عام 2023، أصبحت رومانوف قائدةً للمنتقمون، وقامت رسميًا بتجنيد دانفرز، وروكيت، ونيبيولا للفريق. يتعاون المنتقمون مع أوكوي للتخفيف من الضرر الذي يسببه الومضة. يصبح روجرز مستشارًا للحزن، ويعيش ستارك مع زوجته بيبر بوتس وابنته مورجان ، ويصبح ثور مدمنًا للكحول يعاني من زيادة الوزن والاكتئاب ، بينما يدمج بانر ذكاءه داخل جسد هالك. يهرب لانغ من عالم الكم ويزور روجرز ورومانوف في المجمع، ويقترح استخدام عالم الكم للسفر عبر الزمن لإلغاء البليب. يزورون ستارك وبانر لمناقشة الأمر، لكن ستارك يرفضه بينما تفشل اختبارات بانر مع نفق بيم الكمي . يساعدهم ستارك في النهاية، ويزودهم بجزيئات بيم للسفر عبر الزمن. يسافر بانر وروكيت إلى نيو أسغارد ، النرويج، لتجنيد ثور، بينما تقوم رومانوف بتجنيد بارتون في طوكيو. يجتمعون جميعًا ويشكلون خطة لإجراء عملية السفر عبر الزمن لاستعادة كل حجر من أفضل الأعوام والمواقع.  
يسافر بانر، روجرز، ستارك، ولانج إلى مدينة نيويورك في عام 2012: يحصل بانر على حجر الزمن من القديم بعد الكشف عن استسلام سترينج له، ويجد روجرز حجر العقل في صولجان لوكي، بينما يفشل ستارك ولانج في الحصول على حجر الفضاء ، لكن ستارك وروجر يحصلان عليه بالعودة إلى عام 1970. في عام 2013، استعاد ثور وروكيت حجر الواقع من أسكارد، بينما استعاد رودس ونيبيولا حجر القوة من موراج في عام 2014. هناك، علم ثانوس بـ 2014-Blip وخطة المنتقمون لإبطالها، لذلك اختطف 2023-Nebula واستبدلها بـ 2014-Nebula لتخريب العملية. حصل بارتون على حجر الروح بعد أن ضحت رومانوف بنفسها من أجل فورمير .  
في عام 2023، يجتمع المنتقمون ويضعون الأحجار في قفاز النانو المصنوع حديثًا. ثم، يقوم بانر بضرب القفاز، مما يؤدي إلى التراجع عن Blip. في هذه الأثناء، ينقل 2014-نيبولا 2014-ثانوس، وسفينته الحربية ، و2014-جامورا إلى عام 2023، مما يؤدي إلى تدمير مجمع المنتقمون. 2023-نيبولا تقتل 2014-نيبولا بعد فشلها في إقناعها بخيانة ثانوس. يتغلب ثانوس على ستارك، وثور، وروجر، ويوجه جيشه للحصول على الأحجار، بهدف إنشاء عالم "ممتن" جديد. يقوم سترينج بإنشاء بوابات تسمح للمنتقمين المستعادين وحلفائهم بالوصول لمحاربة ثانوس وجيشه. يتغلب ماكسيموف على ثانوس ويكاد يقتله، مما يجبره على استدعاء سفينته الحربية لإطلاق الصواريخ على الأرض. يصل دانفرز ويدمر السفينة الحربية، لكنه يضربها في مواجهة باستخدام حجر القوة ويستولي على قفاز النانو. يواجه ستارك ثانوس ويسرق الأحجار من القفاز بدرعه، وينقر بأصابعه لتفكيك ثانوس وجيشه، لكن الإشعاع يقتل ستارك.   بعد المعركة، يرسل فيوري سكرولز لجمع عينات الدم من ساحة المعركة، بما في ذلك بعض عينات المنتقمون، ويجمعهم في خليط واحد يُعرف باسم الحصاد.  

### التفكك
يحضر المنتقمون وحلفاؤهم جنازة ستارك في منزل ستارك. وبعد ذلك، يتفرقون. يسافر روجرز مرة أخرى إلى عالم الكم لإعادة الأحجار إلى أكوانهم الخاصة ثم يسافر إلى عالم آخر ليعيش مع بيجي كارتر .  يعود روجرز كرجل عجوز يحمل درعًا جديدًا ويمنحه ولقب كابتن أمريكا إلى ويلسون.  يعين ثور فالكيري حاكمًا جديدًا لآسكارد الجديدة ويذهب إلى الفضاء مع حراس المجرة.   يذهب ماكسيموف إلى فلوريدا ويرى أن فيجن تحت حراسة SWORD في مقرهم. ثم تسافر إلى ويستفيو، نيو جيرسي ، وفي حزنها على الصدمة التي تحملتها طوال حياتها، مؤخرًا مع فقدان فيجن ومنزلها، مجمع المنتقمون، تخلق لعنة تحبس المدينة في مسلسل كوميدي يسمى WandaVision وتخلق توأمًا من الأولاد وفيجن آخر. تعلم أنها الساحرة القرمزية الأسطورية وتحتضن قواها على هذا النحو.  يتم إعادة تنشيط الرؤية بواسطة SWORD، من خلال بقايا سحر Maximoff على طائرة بدون طيار، ويظهر بمظهر أبيض بالكامل. 
يعود ويلسون للمساعدة في القوات الجوية الأمريكية. في عام 2024، مع طمأنينة بارنز، يتولى ويلسون دور كابتن أميركا. يعطي أجنحة الصقر وعباءته لصديقه في القوات الجوية، خواكين توريس .  في عام 2024 أيضًا، يجيب بانر ودانفرز على مكالمة الهولوغرام الخاصة بـ وونغ ويلتقيان بـ شو شانغ تشي . يناقشون أصول الحلقات العشر ويكتشفون أن الحلقات تعمل كمنارة لشيء ما.  في وقت لاحق من ذلك العام، ساعد بانر ابنة عمه جينيفر والترز بعد أن تلقت قدراته بعد تلوث دموي متبادل في حادث سيارة.  ماكسيموف، الذي كان في عزلة فرضها على نفسه، أصبح فاسدًا على يد داركهولد ودخل في صراع مع سترينج وونغ. ومع ذلك، فإنها في نهاية المطاف تتخلص من الفساد وتدمر قلعة داركهولد ، جنبا إلى جنب مع كل نسخة من داركهولد. يعود بارتون للعيش مع عائلته في مزرعتهم في أيوا. في ديسمبر 2024، يذهب بارتون وأطفاله إلى مدينة نيويورك قبل عيد الميلاد لمشاهدة مسرحية موسيقية على برودواي عن إرث روجرز. أثناء وجوده هناك، يلتقي كيت بيشوب وكلبها الذهبي ، لاكي . يأخذها كحماية له ويصبحون عائلة بارتون الممتدة.  
في عام 2025، أقيم أول مؤتمر سنوي " أفنجر كون " في معسكر ليهاي لتكريم المنتقمون. يصبح لانج مشهورًا أثناء قضائه وقتًا مع ابنته وعائلة بيم، ويبدأ البودكاست أنا الكبير أنا الصغير ، ويكتب مذكراته الأكثر مبيعًا انتبه للرجل الصغير . يسافر بانر إلى ساكار لإحضار ابنه، سكار ، إلى الأرض.    في عام 2026، تم نقل لانغ وابنته كاسي وهوب وبيم وجانيت إلى عالم الكم حيث التقوا بكانغ الفاتح ، الذي أجبر لانغ على مساعدته في الهروب. لقد نجحوا في هزيمة كانج وعادوا إلى وطنهم. ومع ذلك، فإن مجلس كانغس ، الذي يشرف على الكون المتعدد خارج المكان والزمان، يلاحظ أن المنتقمون في الأرض-616 أصبحوا أكثر وعياً بالكون المتعدد ويجب إيقافهم.

### العودة
في عام 2027، يطلب الرئيس الجديد للولايات المتحدة ، ثاديوس روس، من ويلسون إعادة تشغيل المنتقمون. كان ويلسون مترددًا في البداية في القيام بذلك بسبب تورط روس في اتفاقيات سوكوفيا، والتي لم تتسبب فقط في تقسيم الفريق الأصلي وتفككه، بل أدت أيضًا جزئيًا إلى حدوث Blip، وأي إشراف إداري على الفريق من شأنه أن يتسبب في التدخل في واجباتهم. ومع ذلك، يقبل ويلسون مسؤولياته باعتباره كابتن أميركا ويعترف بأن العالم يحتاج إلى عودة المنتقمون. اختار توريس، الصقر الجديد، ليكون أول من ينضم إلى الفريق الجديد. في وقت لاحق من عام 2027، قامت الكونتيسة فالنتينا أليجرا دي فونتين ، مديرة وكالة الاستخبارات المركزية (CIA)، بإعادة تسمية فريق Thunderbolts علنًا - المكون من يلينا بيلوفا ، وجون ووكر / العميل الأمريكي ، وآفا ستار / الشبح ، وأليكسي شوستاكوف / الحارس الأحمر ، وبارنز - باسم المنتقمون الجدد خلال مؤتمر صحفي تم التلاعب به، مع عمل بارنز كزعيم. بعد أربعة عشر شهرًا، في عام 2028، رفع ويلسون دعوى قضائية ضد الفريق بتهمة انتهاك حقوق الطبع والنشر لاسم "المنتقمون الجدد" بعد إعادة الفريق الأصلي. 

### إصدارات بديلة
تم تصوير إصدارات أخرى من المنتقمون في سياق عالم MCU المتعدد، كما هو الحال في المنتقمون: نهاية اللعبة (2019) والمسلسل المتحرك ماذا لو...؟ (2021–2024).

#### الجدول الزمني البديل لعام 2012
في عام 2012 البديل، يجتمع روجرز، وستارك، وبانر، وثور، وبارتون، ورومانوف في معركة نيويورك. بعد إخضاع لوكي في برج ستارك، يضع ثور جهازًا على فم لوكي بعد أن سخر من روجرز. رومانوف وبارتون يعطيان الصولجان إلى بروك روملو وعملاء آخرين. يأخذ ستارك وثور لوكي في المصعد إلى الطابق الأول، ويخبران بانر أنه يجب عليه استخدام الدرج لأنه لن يتناسب معه. يلتقي روجرز بنظيره من الأرض 616 ويخطئ في اعتباره لوكي، مما يؤدي إلى مبارزة تنتهي بسماعه أن بارنز على قيد الحياة ويتعرض للضرب بواسطة الصولجان. يقترب ألكسندر بيرس من ستارك وثور في الطابق الأول، ويطلب منهما تسليم لوكي، لكن ستارك يعاني من سكتة قلبية، مما يتسبب في إسقاط الحقيبة وإطلاق التيسيراكت. يستخدم ثور ميولنير لإنقاذه. يصل بانر غاضبًا، ويصطدم دون علمه بـ Earth-616 Stark أثناء خروجه من المبنى. وبعد فترة وجيزة، يستدير ثور ويصبح غير قادر على العثور على لوكي.

#### ماذا إذا...؟الموسم الأول (2021)
في عام 2011 البديل، يقوم هانك بيم المنتقم بإزالة مرشحي المنتقمين: ستارك، ثور، بارتون، بانر، ورومانوف. بعد هزيمة بيم، يشرع لوكي في غزو الأرض. في هذه الأثناء، يستعد فيوري لإعادة إنشاء الفريق بعد اكتشاف روجرز في القطب الشمالي واستجاب دانفرز لندائه.  يخوض روجرز ودانفرز وفيوري لاحقًا معركة ضد لوكي وجيشه الآسغاردي على متن حاملة طائرات هليكوبتر. أثناء القتال، أحضر المراقب نسخة مختلفة من رومانوف، وقام بتعطيل لوكي باستخدام صولجانه. 
في عام 2018 البديل، يتم إطلاق فيروس كمي يحول الناس إلى زومبي. يستجيب روجرز، وستارك، وتيشالا، ورومانوف، وبارتون لتفشي المرض في سان فرانسيسكو ويصابون أيضًا. نجا بانر وباركر، ومع حلفاء آخرين، وجدوا فيجن وماكسيموف، حيث كان فيجن يعتني بمكسيموف المصاب. يضحي فيجن بنفسه لتوفير حجر العقل لإيجاد علاج، بينما يبقى بانر خلفه لإيقاف ماكسيموف، مما يسمح لباركر وتيشالا ولانج بالهروب إلى واكاندا، حيث ينتظره ثانوس المصاب مع أحجار اللانهاية الأخرى. 
في عام 2015 البديل، نجح ألترون في زرع نفسه في جسد فيجن وقضى على المنتقمون، باستثناء بارتون ورومانوف. بعد سنوات، يبدأ أولترون حملة تدمير عبر الكون بعد الحصول على أحجار اللانهاية، بينما يقاتل بارتون ورومانوف حراس أولترون. يحاولون إيقاف تشغيل أولترون ويستعدون في النهاية لتحميل نسخة تناظرية من وعي أرنيم زولا في عقل خلية أولترون، لكن بارتون يضحي بنفسه دون جدوى حيث يفشل التحميل عندما يدخل أولترون إلى الكون المتعدد. 

#### ماذا إذا...؟الموسم الثاني (2023)
في عام 1988 البديل، شكل هوارد ستارك وبيغي كارتر فريق استجابة مكون من هانك بيم، وبيل فوستر ، وتيشاكا، ووندي لوسون ، وبوكي بارنز لإخضاع بيتر كويل الشاب تحت تأثير إيجو . بمساعدة ثور، نجح الفريق في هزيمة إيجو وتحرير كويل من سيطرته، بينما تبنى بيم كويل. كفريق متكامل، اتفق بيم، وفوستر، ولوسون، وتيشاكا، وثور على الاستمرار في العمل معًا.  
في عالم بديل، في ليلة عيد الميلاد، يرتدي ستارك وروجر ملابس سانتا كلوز وقزم، على التوالي، في مركز للتسوق، بينما يحاول بارتون وبانر الحفاظ على الحشود في متجر ألعاب المنتقمون. في مكان آخر، يعترض رومانوف عميل سابق للهيدرا في حفل باليه عيد الميلاد. يتجمعون معًا ويصلون إلى برج المنتقمون لحضور حفل عيد الميلاد السنوي، لكنهم يدافعون عنه من الغريب، حتى يكشف دارسي لويس أنه هو هابي هوجان وأن جاستن هامر تسلل إلى البرج. بينما كانوا يستعدون للحفل، وصل ثور إلى الخارج متأخرًا. 
في عام 2012 البديل، تمكن المنتقمون، المكونون من كارتر، وستارك، وثور، ورومانوف، وبارتون، والدبورة، من إخضاع غزو لوكي شيتوري في نيويورك.   يتم نقل الكابتن كارتر إلى عام 1602 في عالم جديد بواسطة الساحرة القرمزية،  ويوافق على مساعدتها وسير نيكولاس فيوري بعد التعرف على غزو وشيك. لاحقًا، تنفتح الدموع، حيث ينقذ كارتر لوكي ولكن ليس الملكة هيلا ، مما يؤدي إلى مطاردتها من قبل السير هارولد "هابي" هوجان والسترات الصفراء الملكية بموجب أوامر الملك ثور الجديد. يتمكن كارتر من تحديد مكان توني ستارك للحصول على مساعدته في استعادة صولجان ثور. تجد عربة لوكي وتلتقي بروجرز هود، وبوكي بارنز، وسكوت لانج. بعد أن قام كارتر بتحرير بروس بانر، التقى الجميع مع ستارك، الذي أظهر لهم الجهاز الذي ابتكره للمساعدة. يتنكرون جميعًا لدخول قاعة محكمة ثور ويحدث قتال. يأخذ كارتر الصولجان ويستخدم حجر الزمن داخل جهاز ستارك، مما يؤدي إلى كشف روجرز النازح عبر الزمن، والذي خلق عن غير قصد الشذوذ الزمني أثناء معركة مع ثانوس. إنها مضطرة إلى قول وداعًا له وإعادته إلى عالمه، وتجنب الغزو.  

#### ماذا إذا...؟الموسم الثالث (2024)
في عام 2014 البديل، بعد أن حاول بروس بانر علاج نفسه من حالة هالك عن طريق قصف نفسه بإشعاع جاما وخلق عن طريق الخطأ مخلوقًا وحشيًا يُعرف باسم "أبكس"، حاول المنتقمون - ستيف روجرز، توني ستارك، ناتاشا رومانوف، ثور، كلينت بارتون - محاربة أبكس وجيشه باستخدام الآلات الميكانيكية الضخمة، لكن عددهم كان أقل منهم وقتلوا. تمكن الأبطال الناجون - وهم سام ويلسون ، ومونيكا رامبو ، وبوكي بارنز، ومارك سبيكتور ، وأليكسي شوستاكوف ، وميلينا فوستوكوف ، وشانغ تشي ، وناكيا - من صد الوحوش في النهاية على مدى السنوات العشر التالية. في الوقت الحاضر، يواصل المنتقمون الجدد نضالهم ضد إيبكس العائد وجيشه، بينما يقومون بإطلاق العنان لقدراتهم الميكانيكية على الاندماج في آلية أكبر وأكثر قوة باستخدام "بروتوكول المنتقم العظيم" الذي بناه بانر.
في عام 2012 البديل، انضم أليكسي شوستاكوف إلى المنتقمين الستة الأصليين أثناء معركة نيويورك.

#### أكوان أخرى
كانت هناك نسخة من المنتقمون موجودة على الأرض-838 حيث أصبحت بيغي كارتر / كابتن كارتر العضو الأول. في عام 2018 البديل، قُتل المنتقمون وثانوس أثناء معركة واكاندا عندما حاول جلين تالبوت / جرافيتون سحب ما يكفي من الجرافيتونيوم لمساعدة المنتقمون على هزيمة ثانوس، مما تسبب عن طريق الخطأ في انفجار الكوكب.   في العديد من الأكوان البديلة، قُتل المنتقمون على يد كانج، الذي نجح في غزو أكوانهم الخاصة. 

## قائمة الفريق

### الأعضاء المؤسسون
| شخصية                          | يقوم بدوره         | انضم إلى  |
| ------------------------------ | ------------------ | --------- |
| ستيف روجرز كابتن أمريكا        | كريس إيفانز        | المنتقمون |
| توني ستارك آيرون مان           | روبرت داوني جونيور | المنتقمون |
| بروس بانر هولك                 | مارك رافالو        | المنتقمون |
| ثور أودينسون                   | كريس هيمسوورث      | المنتقمون |
| ناتاشا رومانوف الأرملة السوداء | سكارليت جوهانسون   | المنتقمون |
| كلينت بارتون هوك آي            | جيرمي رينر         | المنتقمون |

### الأعضاء اللاحقون
| شخصية                                   | يقوم بدوره                              | انضم إلى                     |
| --------------------------------------- | --------------------------------------- | ---------------------------- |
| شخصيات عالم مارفل السينمائي: من م إلى ز | آرون جونسن                              | المنتقمون: عصر ألترون        |
| واندا ماكسيموف                          | إليزابيث أولسن                          | المنتقمون: عصر ألترون        |
| فيجن                                    | بول بيتاني                              | المنتقمون: عصر ألترون        |
| جيمس رودس آلة الحرب                     | دون شيدل                                | المنتقمون: عصر ألترون        |
| سام ويلسون فالكون / كابتن أمريكا        | أنتوني ماكي                             | المنتقمون: عصر ألترون        |
| بيتر باركر سبايدرمان                    | توم هولاند                              | المنتقمون: الحرب اللانهائية  |
| كارول دانفرز كابتن مارفل                | بري لارسون                              | المنتقمون: نهاية اللعبة      |
| نيبولا                                  | كارين جيلان                             | المنتقمون: نهاية اللعبة      |
| روكيت ‏                                  | برادلي كوبر (صوت)شون غن (التقاط الحركة) | المنتقمون: نهاية اللعبة      |
| سكون لانغ الرجل النملة                  | بول رود                                 | المنتقمون: نهاية اللعبة      |
| خواكين توريس فالكون                     | داني راميريز                            | كابتن أمريكا: عالم جديد شجاع |

### شخصيات أخرى
ارتبطت العديد من الشخصيات بفريق المنتقمون في عالم مارفل السينمائي:
- مدير منظمة شيلد نيك فيوري هو مُبتكر فريق المنتقمون وساعدهم مرات عديدة.[5][49]
- يساهم فيل كولسون في إنشاء المنتقمون كعميل في شيلد يخدم فيوري.[50] وصفه فيوري بأنه من المنتقمين مثل الأبطال الخارقين.[51]
- تساعد منظمة شيلد المنتقمون في معركة نيويورك.[5] حتى بعد انهياره،[52][53] عملاء شيلد مثل ماريا هيل يقاتلون إلى جانب المنتقمون في معركة سوكوفيا.[49]
- إيرك سيلفيج  [لغات أخرى]‏ وهيلين تشو يبدأا العمل مع المنتقمون خلال أحداث عصر ألترون.[54][55]
- تي شالا (عالم مارفل السينمائي) وباكي بارنز قاتلا جنبًا إلى جنب مع المنتقمون خلال المنتقمون الحرب الأهلية,[7] معركة واكاندا،[12] والمعركة في مجمع المنتقمون.[13]
- أفراد مثل آيو، دراكس  [لغات أخرى]‏، كروت  [لغات أخرى]‏، مانتيس، مابوكو، شوري, بيتر كويل  [لغات أخرى]‏، دكتور ستيفن سترانج، ووونغ  [لغات أخرى]‏ مع بقية جيش واكاندا يقاتلون إلى جانب المنتقمون خلال حرب اللانهاية والمعركة في مجمع المنتقمون.[12][13]
- أوكوي قاتلت إلى جانب المنتقمون خلال معركة واكاندا والمعركة في مجمع المنتقمون. كما أنها تتعاون معهم للتخفيف من أضرار الومضة.[12][13]
- أفراد مثل هاورد البطة، كورغ، كراغلين أوبفونتيري، مايك، بيبر بوتس  [لغات أخرى]‏، فالكيري،[56] هوب فان داين  [لغات أخرى]‏، يقاتل سادة الفنون الصوفية، والمدمرون، وبقية الأسغارديين إلى جانب المنتقمون في المعركة في مجمع المنتقمون.[13][57]
- يشكل أعضاء فريق الصواعق فصيلًا منفصلًا يُطلق عليه اسم "المنتقمون الجدد" ويتكون من باكي بارنز، يلينا بيلوفا (عالم مارفل السينمائي)، جون ووكر / عميل أمريكا، إيفا ستار / الشبح، وأليكسي شوستاكوف / الحارس الأحمر.[34]